# Lúcio Júnio Silano (cônsul em 28)
Lúcio Júnio Silano (em latim: Lucius Junius Silanus) foi um senador romano nomeado cônsul sufecto em 28 com Caio Veleu Tutor. Foi admitido no colégio dos flâmines marciais em 22.